# Manic sheep

Manic Sheep為活躍於台灣的獨立樂團，主要風格為瞪鞋以及噪音搖滾。
現任成員為羅玉婷(吉他/主唱)、吳柏廷(鼓)、楊浩(吉他)、孫麒鈜(貝斯)。
已離團成員康心怡、謝閎宥、張芳瑜（仍在樂團內擔任視覺設計）。

## 簡介
最初成立於2010年，為流行電子搖滾的五人樂隊，由於兵役問題以及團員的數次更換，在2011年夏天重組為三人編制。
- 2012年12月9日發行首張同名專輯。
- 2013年受邀參加大港開唱、SXSW、CMF、第一次北美巡迴、NXNE、香港最大音樂節Clockenflap等。
- 2014年年初第二度參加SXSW音樂節，並完成第一次日本巡迴。
- 2014年至日本Fuji Rock Festival演出，成為繼2010年Go Chic之後唯一登上Rookie A-Go-Go的海外團之一。
- 2015年Rookie A-Go-Go票選活動獲得第一名，再度受邀重返Fuji Rock Festival，於Red Marquee舞台完成演出。

## 作品

### 專輯
- Manic Sheep（2012年）
- 布魯克林 Brooklyn（2016年）

### EP
- Manic青年X有病Sheep（2011年）與「有病青年」樂團合作發行
- Boring Love Should Be Ended At A Raining Night (UK Edition)（2012年）
- Deep Dusk（2019年）
- Morning Fragment（2023年）

## 外部連結
- Manic Sheep Official Facebook Fanpage （页面存档备份，存于）
- Manic Sheep Official Instagram （页面存档备份，存于）
- Manic Sheep Soundcloud （页面存档备份，存于）
- Manic Sheep Bandcamp （页面存档备份，存于）